# Chung King-fai
Chung King-fai (鍾景輝, né le 28 mars 1937) est un acteur et pionnier de l'art du spectacle contemporain hongkongais. Il est également réalisateur, producteur de télévision, animateur d'émissions et éducateur en arts de la scène. Il est le fondateur et président de la fédération hongkongaise des sociétés dramatiques, du comité des formes d'arts du département des loisirs et des services culturels de Hong Kong, président du Exploration Theatre, et directeur artistique du Conseil de développement des arts de Hong Kong (en).

## Biographie
Chung termine ses études secondaires à la Pui Ching Middle School (en) avant d'étudier l'anglais au Chung Chi College (en) de l'université chinoise de Hong Kong. Il obtient un diplôme d'élocution et de théâtre de l'Université baptiste de l'Oklahoma et une maîtrise en beaux-arts de l'école de théâtre de Yale (en). De retour à Hong Kong, il devient acteur et producteur exécutif auprès des deux principaux diffuseurs de télévision, et conférencier à l'université baptiste de Hong Kong. Il est également conseiller auprès du Théâtre de répertoire de Hong Kong (en). En 1983, Chung est nommé doyen fondateur de l'école de théâtre de l'Académie des arts de la scène de Hong Kong.
Chung a fait découvrir en cantonais au public de Hong Kong le théâtre de l'absurde et les comédies musicales de Broadway avec de nombreux spectacles sur scène. Il a dirigé plus de 80 productions, dont Equus, West Side Story, Rashōmon, Teahouse, Xiaojing Hutong, Grease, M. Butterfly, A Sentimental Journey et Noises off.
Il est également membre honoraire de l'Académie des arts de la scène de Hong Kong et titulaire d'un doctorat honorifique de l'université Armstrong de Californie.

## Filmographie

### Cinéma
| Année | Titre      | Rôle                  |
| ----- | ---------- | --------------------- |
| 1996  | Black Mask | Commissaire de police |

### Télévision
| Année | Titre                                     | Rôle                          | Chaîne | Notes |
| ----- | ----------------------------------------- | ----------------------------- | ------ | --- |
| 1976  | Springs and Autumns of the Three Kingdoms | Wang Yun                      | RTV    | |
| 1979  | Dragon Strikes                            | Prince Ning                   | RTV    | |
| 2003  | The Threat of Love 2                      |                               | TVB    | |
| 2005  | My Family                                 | Man Tai-Lor                   | TVB    | Nommé au TVB Anniversary Award du meilleur acteur                                                                                       |
| 2006  | Welcome to the House                      | Ko Hing                       | TVB    | Nommé au TVB Anniversary Award du meilleur acteur                                                                                       |
| 2006  | The Dance of Passion                      | Yim Kwok-Yip                  | TVB    | Nommé au TVB Anniversary Award du meilleur acteur dans un rôle secondaire Nommé au TVB Anniversary Award du personnage masculin préféré |
| 2006  | Land of Wealth                            | Chai Hok-Yan                  | TVB    | |
| 2006  | At Home With Love                         | Chung Bong                    | TVB    | |
| 2007  | Word Twisters' Adventures                 | Roi céleste                   | TVB    | |
| 2007  | The Building Blocks of Life               | Kong Sing-Yue (Preston)       | TVB    | |
| 2009  | The Stew of Life                          | Ng Man Tak                    | TVB    | |
| 2010  | A Fistful of Stances                      | Au-Yeung Biu                  | TVB    | |
| 2011  | A Great Way To Care                       | Leong Wai Keong               | TVB    | |
| 2011  | Only You                                  | Shaw Chun-fai                 | TVB    | |
| 2011  | The Other Truth                           | Hau Pak-kan (Clayton)         | TVB    | |
| 2011  | ICAC Investigators 2011                   | Alfred                        | RTHK   | |
| 2012  | Divas in Distress                         | Fung Han-man                  | TVB    | |
| 2012  | The Confidant                             | Lau Dor-sun                   | TVB    | |
| 2013  | Will Power                                | Paul                          | TVB    | |
| 2014  | Outbound Love                             | Président Chen                | TVB    | Participation amicale |
| 2014  | Rear Mirror                               | Yiu Siu Bong                  | TVB    | |
| 2014  | Shades of Life                            | Christine Jiushu (épisode 11) | TVB    | |
| 2014  | Line Walker                               | Chin Shui-on                  | TVB    | |
| 2014  | Come On, Cousin                           | Lam Chi Wing                  | TVB    | |
| 2015  | Limelight Years                           | Zoek Si                       | TVB    | |
| 2015  | Angel In-the-Making                       | Dom Cheung                    | TVB    | |
| 2016  | Come Home Love: Dinner at 8               | Koo Lik-hang                  | TVB    | |
| 2016  | Come with Me                              | Lam Si-yuen                   | TVB    | |